# Klaus von Krosigk
Klaus von Krosigk (en realidad Klaus-Henning von Krosigk; * 3 de septiembre de 1945 en Halle, Alemania) es un historiador de jardines y exdirector de jardinería de la Oficina de Gestión y Defensa del Patrimonio de Berlín.

## Biografía
Klaus von Krosigk es el hijo del guardabosque Henning von Krosigk, en 1970 terminó sus estudios de acceso a la Universidad en Westfalen-Kolleg en Paderborn. Desde 1970 hasta 1976 estudió arquitectura de jardines, historia de jardines e historia del arte en la Universidad de Hanóver con el proyecto fin de carrera como ingeniero superior. A partir de 1978 empezó a construir el primer departamento técnico sobre la conservación de jardines monumentales en la República Federal Alemana en Berlín y llegó a ser director de jardinería en Berlín (desde septiembre de 2011 como jubilado). Bajo su égide se repusieron y reconstruyeron significativos lugares históricos de la ciudad de Berlín como la Savignyplatz, la Viktoria-Luise-Platz, la Pariser Platz y la Schinkelplatz.
Desde 1993 es el miembro del Comité Científico Internacional de Jardines Históricos y Paisajes Culturales (ICOMOS/IFLA). Desde 2008 es el presidente de la Deutsche Gesellschaft für Gartenkunst und Landschaftskultur e.V. (DGGL) (Sociedad Alemana de diseño de jardines y escultura de paisajes). Antes fue presidente del círculo de trabajo Jardines Históricos de la DDGL durante 10 años. En 1994 fue nombrado director adjunto de la Oficina de Gestión y Defensa del Patrimonio de Berlín. En 2006 se doctoró con una tesis sobre la historia de la conservación de jardines monumentales en Berlín.
Es el fundador de la conservación de jardines monumentales en la República Federal Alemana continuando en la labor a Dieter Hennebo y publicó numerosos artículos técnicos dentro y fuera del país. 

## Condecoración
- 1988: Premio Pardes Citta di Palermo
- 2002: Orden del Mérito de la República Federal de Alemania